# كروميوم (متصفح ويب)
كروميوم (بالإنجليزية: Chromium)‏ هو متصفح ويب مفتوح المصدر، يأخذ متصفح جوجل كروم الكود المصدري منه. المتصفحان يشتركان في أغلب الأكواد والميزات، وإن كانت هناك بعض الاختلافات الطفيفة في ملامح كل منهما وفي تراخيص الاستخدام أيضًا.
يأخذ مشروع الكروميوم اسمه من عنصر الكروم، ذلك المعدن الذي يستخدم في صنع الطلاء. كانت نية جوجل وكما وردت في وثائق التطوير، أن يكون كروميوم هو اسم المشروع مفتوح المصدر على أن يكون اسم المنتج النهائي كروم. ولكن ذلك لم يمنع مطورين آخرين من استخدام نفس كود المصدر وإطلاق متصفح باسم كروميوم.
أحد الأهداف الرئيسية لمشروع كروميوم أن يكون المتصفح مدير نافذة متعددة التبويبات (بالإنجليزية: Tabs)‏، مقارنةً بتطبيقات تصفح الويب التقليدية وأن يكون للمتصفح واجهة مستخدم بسيطة للغاية. يقول مطوري المتصفح أنهم يأملون أن يكون المتصفح خفيف الوزن بالمعنى الحسي والمنطقي.

## وصلات خارجية
- الموقع الرسمي
- كروميوم على موقع Open Hub (الإنجليزية)
- كروميوم على موقع Framasoft (الفرنسية)